# AWAS

AWAS的企業識別標誌

AWAS，原名安捷全球航空服務（英語：Ansett Worldwide Aviation Services，常簡稱為安捷全球），是一家總部位於愛爾蘭都柏林的飛機租賃業者，也是全球最大的噴射客機租賃公司之一。AWAS旗下擁有超過300架的各型客機，並出租給全球超過100家的航空公司。AWAS的主要股東是盧森堡的卡梅爾資本（Carmel Capital Sàrl），一家隸屬於英國私募基金泰豐資本（Terra Firma Capital Partners, TFCP）旗下的控股公司。

## 歷史
安捷全球是在1985年時，由天遞（TNT）與當時澳洲航空和安捷航空的母公司新聞集團（News Corp）合資設立，作為安捷航空專門從事租賃業務的子公司。安捷全球的機隊最初是由12架波音737-300客機所組成，而其第一個客戶是美西航空（America West）。
2000年4月時，安捷航空因營運困難將安捷全球出售給美國投資銀行摩根史坦利添惠（Morgan Stanley Dean Witter, MSDW）。2004年時公司名稱正式簡化成目前使用的「AWAS」。2006年3月，公司的所有權再度易手，由摩根史坦利出售給英國的泰豐資本，並將營運總部搬遷至愛爾蘭都柏林，但仍在紐約、邁阿密與新加坡等地設有辦公室。

## 外部連結
- （英文）官方網站